# Уэбб, Сухаиб
Сухаиб Уэбб (англ. Suhaib Webb, урождённый как Уильям Уэбб англ. William Webb; род. 29 июня 1972, Оклахома) — американский религиозный деятель. Он был имамом Исламского общества Бостонского культурного центра (ISBCC).

## Биография

### Ранний период жизни
Он родился под именем Уильям Уэбб в 1972 году в Оклахоме в христианской семье, включая его дедушку, который служил проповедником. В возрасте 14 лет он потерял интерес к религии, переживая, как он сам себя называл, духовный кризис. Он также начал заниматься правонарушениями, присоединившись к местной банде, и стал местным хип-хоп диджеем и продюсером, делая записи с разными артистами.

### Образование
В 1992 году он принял ислам, после чего оставил карьеру диджея и поступил на учёбу в Университет Центральной Оклахомы, где получил степень бакалавра в области образования. Он также учился в частном порядке у сенегальского шейха, изучив ислам и арабский язык в достаточной степени, чтобы стать лидером общины в Оклахома-Сити, где он был нанят в качестве имама в Исламском обществе Большого Оклахома-Сити. Одновременно он начал преподавать в школе «Mercy School», исламской школе K-12 в Оклахома-Сити. Он также получил степень по исламскому праву в Университете Аль-Азхар.
Во время учёбы в Аль-Азхаре Уэбб занимал должность руководителя перевода в Dar Al-Iftaa Al-Misriyya, крупнейшем в мире офисе фетв. Там, под руководством различных учёных, таких как Эмад Эффат и Али Джума, выносил религиозные вердикты на английском и арабском языках.

## Карьера
Вебб является активным членом Мусульманского американского общества и его молодёжного отдела и является таковым на протяжении более десяти лет. Именно благодаря стипендиальной программе Мусульманского американского общества он был отправлен в Египет, чтобы овладеть арабским языком и сосредоточиться на исламоведении. Вебб часто проводит лекции и публикует статьи, предлагающие исламские взгляды на современные проблемы, такие как участие в жизни общества и социальная значимость.
Помимо учёбы, он часто читает лекции в Соединённых Штатах и Малайзии, а также записывает серии публичных лекций по исламу и современным мусульманским вопросам. После окончания Аль-Азхара он переехал в небольшой городок Санта-Клара недалеко от Сан-Франциско, где работал в офисе мусульманского американского общества и в Ассоциации мусульманского сообщества. 1 декабря 2011 года Уэбб был введен в должность имама Исламского общества культурного центра Бостона (ISBCC), крупнейшего исламского центра в Новой Англии. После работы в Исламском обществе культурного центра Бостона он затем занимал должность резидента-ученого Исламского центра Нью-Йоркского университета.
Он помог собрать 20 000 долларов для вдов и детей пожарных, погибших в результате терактов 11 сентября 2001 года. Он выступал против радикальных священнослужителей, которые пытаются нажиться на неуверенной в себе молодёжи и её американской идентичности. Он часто делится советами, уроками и «SnapWas» в своем Snapchat. Его также называют одним из 500 самых влиятельных мусульман мира.
Он также основал Институт сакральных исследований имени Сухаиба Уэбба (SWISS), занимающийся преподаванием исламских наук в режиме онлайн.

## Репутация
Согласно стратегическому отчету правительства Великобритании, высокопоставленные должностные лица правительства Великобритании, включая представителей девяти крупнейших департаментов Уайтхолла, считают Уэбба заметным умеренным лидером для основных мусульман наряду с такими, как Хамза Юсуф и Амр Халед, которые должны получить большую поддержку в обеспечении руководства мусульманами на Западе. Уэбб был назван одним из 500 самых влиятельных мусульман в мире Королевским исламским стратегическим исследовательским центром в 2010 году Веб-сайт Уэбба, SuhaibWebb.com, был признан лучшим «Блогом года» по версии премии Brass Crescent Awards 2009, а его твиты принесли ему звание «Лучшего мусульманского твиттера» 2010 года.
В апрельском номере журнала Дабик за 2016 год Исламское государство Ирака и Леванта объявило его муртадом (или вероотступником).

## Взгляды и достижения
В 2010 году Уэбб отправился в поездку с группой имамов в Освенцим, а затем публично осудил отрицание Холокоста и антисемитизм. Он помог собрать 20 000 долларов для вдов и детей пожарных, погибших в результате атаки 11 сентября. Он является частью усилий по более эффективному отпору боевикам и религиозным экстремистам и выступает за низовой мусульманский активизм для содействия социальным изменениям. Он выступает за ислам в американском стиле, который, как он утверждает, соответствует Корану и исламскому праву, но отражает обычаи и культуру страны. Он выступил против радикальных священнослужителей, которые стремятся нажиться на неуверенной в себе молодежи и её американской идентичности, заявив, что «Мы должны пасти их и следить за такими людьми, как аль-Авлаки, которые пытаются подорвать этот (американский) опыт и использовать его против них». После взрыва на Бостонском марафоне Уэбб осудил эти действия как радикальные и присоединился к межконфессиональному духовенству, чтобы молиться о том, чтобы «мы продолжали жить в гармонии, почитая и празднуя наши сходства и различия, работая вместе ради общего блага».

## Споры
В 2007 году Уэбб написал статью, в которой назвал гомосексуализм «злой наклонностью», и посоветовал геям, которые хотели принять ислам, обратиться за лечением своих «проблем». Он говорит, что с тех пор переосмыслил этот вопрос и говорит, что, хотя гомосексуализм является греховным, конституция гарантирует каждому право на брак. Уэбб также привлек представителей сообщества ЛГБТ к написанию статей на своем сайте, отметив, что пришло время изменить подход сообщества к решению этой проблемы.
19 апреля 2013 года Уэбб был заменен в качестве представителя мусульманской общины Бостона на межконфессиональной службе в память о жертвах взрыва на Бостонском марафоне в соборе Святого Креста офисом губернатора Деваля Патрика по неизвестным причинам. Уэбб все ещё присутствовал на скамьях вместе с несколькими другими видными имамами. Уэбба заменил Нассер Ведадди, директор по работе с гражданскими правами Американского исламского конгресса и председатель Межконфессионального совета Новой Англии.